# Ad-Dali (provins)
ad-Dali (arabiska: الضالع) är en provins i södra Jemen. Den administrativa huvudorten är ad-Dali. Det gränsar i söder till Lahij.
Provinsen har 470 564 invånare och en yta på 4 000 km².

## Distrikt
- al-Azariq
- ad-Dali
- Damt
- al-Husha
- al-Hussein
- Jahaf
- Juban
- Qa'atabah
- ash-Shu'ayb